# Agrypnus angulicollis
Agrypnus angulicollis is een keversoort uit de familie van de kniptorren (Elateridae). De wetenschappelijke naam van de soort werd voor het eerst geldig gepubliceerd in 1891 door Ernest Candèze.